# Guglielmo Bechi
Guglielmo Bechi (* 1791 in Florenz; † 26. Juni 1852 in Neapel) war ein italienischer Architekt des Klassizismus und Archäologe. Er lebte und arbeitete hauptsächlich in Neapel. Von 1851 bis zu seinem Tod war er Direktor der Ausgrabungen von Pompej.

## Leben
Guglielmo Bechi wurde 1791 in Florenz geboren. Er absolvierte zunächst ein Studium, das er 1805 abschloss.  Bis 1809 lebte er in der Toskana. 1815 wurde er Offizier des Generalstabs von Neapel und ließ sich dort als Beamter nieder. Auf eine Einladung des königlichen Architekten Antonio Niccolini (1772–1850) hin trat er 1822 das Amt des Sekretärs am Real Istituto di Belle Arti in Neapel an. Bei der Einweihung dieses am 22. März 1822 per Dekret gegründeten königlichen Instituts der schönen Künste hielt Bechi eine Rede, die anschließend gedruckt wurde. In der Folgezeit lehrte er am Institut Kunst. Von 1824 bis 1843 veröffentlichte er Schriften zur Kunstgeschichte und Archäologie, darunter regelmäßige Berichte über die Ausgrabungen von Pompej. 1842/43 erschloss er die Bestände des Real Museo Borbonico und sorgte für eine systematische Veröffentlichung der Werke, wobei er Abbildungen mit wissenschaftlichen Kommentaren versah. 1842 nahm er an der Ausgrabung der antiken Villa Asimo Pollione in seinem Wohnort Gajola (Marechiaro) nahe Neapel teil.
Hauptsächlich widmete sich Bechi der Architektur. Er war ein Verfechter des klassischen Stils der Antike und forderte in seiner Schrift Del retto uso degli ordini... dazu auf, sich an dessen Lehren zu halten. Auch berichtete er in seinen Publikationen über eigene Projekte als Architekt. Als sein Hauptwerk gilt der Palazzo Caracciolo di San Teodoro in der Riviera di Chiaia (1826), dessen Hof und Innenräume er im pompejanischen Stil gestaltete. Dabei nahm er sich eine Arbeit von Niccolini, die Villa Lucia in Neapel, zum Vorbild. Bechi arbeitete – häufig als Innenarchitekt und Dekorateur – im Auftrag verschiedener neapolitanischer und ausländischer, oft adliger Kunden. Dabei blieb er den klassischen Lehren verhaftet und entwickelte keinen persönlichen Stil. Seine Formensprache fand jedoch großen Anklang in Neapel.
Bechi war Mitglied verschiedener wissenschaftlicher Einrichtungen und Organisationen wie der Accademia Ercolanese di Archeologia, der Accademia Di Scienze, Lettere E Arti Di Palermo, der Odessaer Gesellschaft für Geschichte und Altertümer und des Royal Institute of British Architects.
Unter der Leitung des Superintendenten Domenico Spinelli war Bechi vom 1. Juli 1851 bis zu seinem Tod 1852 Direktor der Ausgrabungen von Pompej.

## Werk (Auswahl)

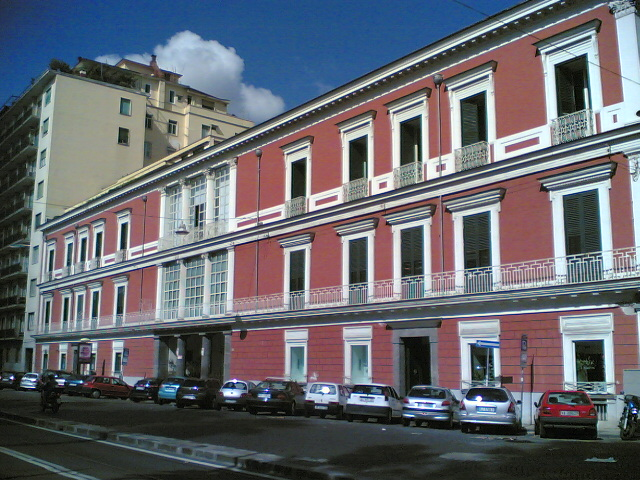
Palazzo Caracciolo di San Teodoro in der Riviera di Chiaia

- 1826: Palazzo Caracciolo di San Teodoro in Neapel, Riviera di Chiaia
- 1830: Villa Pignatelli (damals Villa des Ferdinando Acton, beherbergt Museo Principe Diego Aragona Pignatelli Cortes) in Neapel, Riviera di Chiaia
- um 1833: Villa Doria d'Angri in Neapel, Posillipo, Innendekoration des Casinos im pompejanischen Stil
- 1832–1835: Palazzo Ruffo della Scaletta in Neapel, Riviera di Chiaia, Innenausstattung
- Chalet für Fürst Lieven in Quisisana, Castellammare di Stabia

## Publikationen (Auswahl)
- Del Calcidico e della cripta di Eumachia scavati nel Foro di Pompeja l'anno 1820.  Tipografia del Deposito della Guerra, Neapel um 1820 (online).
- Che Palermo dev'essere la capitale della Sicilia: che la Sicilia deve avere una capitale. Tip. Reale di Guerra, Palermo 1820.
- Di una pittura del signor Velasques. Palermo 1821.
- Che Palermo dev' essere la Capitale della Sicilia. Palermo 1821.
- Pinacoteca di S.E. il sig. principe di Vuto. Palermo 1822. (online).
- Relazione degli scavi di Pompei. In: Real Museo Borbonico Bd. 1, Stamperia Reale, Neapel 1824, S. 1–35 (online).
- Relazione degli scavi di Pompei: Da febbraio 1824 a tutto dicembre 1826. In: Real Museo Borbonico Bd. 2, Stamperia Reale, Neapel 1825, S. 1–11 (online).
- Del retto uso degli ordini di architettura e dell'abuso che si fa da alcuni moderni dell'ordine dorico discorso di Guglielmo Bechi. Stamperia reale, Neapel, 1826.
- Elevazione e spaccato di una privata fontana in Pompei. In: Real Museo Borbonico Bd. 3, Stamperia Reale, Neapel 1827, S. 1–4 (online).
- Relazione degli scavi di Pompei da Giugno 1827 fino ad Aprile 1828. In: Real Museo Borbonico Bd. 4, Stamperia Reale, Neapel 1827, S. 1–9 (online).
- Relazione degli scavi di Pompei da aprile 1828 fino al maggio 1829. In: Real Museo Borbonico Bd. 5, Stamperia Reale, Neapel 1829, S. 1–26 (online).
- Funerali al defunto Papa Leone XII eseguiti nella Real Cappella Palatina. 1829.
- Relazione degli scavi di Pompei da maggio 1829 fino ad ottobre 1830. In: Real Museo Borbonico Bd. 6, Stamperia Reale, Neapel 1830, S. 1–13 (online).
- Relation des fouilles de Pompei. S.l. um 1830 (online).
- Relazione degli scavi di Pompei da ottobre 1830 a maggio 1831. In: Real Museo Borbonico Bd. 7, Stamperia Reale, Neapel 1831, S. 1–16 (online).
- Relazione degli scavi di Pompei da Aprile 1833 a Febbraio 1834. In: Real Museo Borbonico Bd. 10, Stamperia Reale, Neapel 1834, S. 1–7 (online).
- Relazione degli scavi di Pompei da aprile 1835 a giugno 1839. In: Real Museo Borbonico Bd. 12, Stamperia Reale, Neapel 1839, S. 1–9 (online).
- Relazione degli scavi di Pompei da luglio 1839 ad agosto 1842. In: Real Museo Borbonico Bd. 13, Stamperia Reale, Neapel 1843, S. 1–5 (online).
- Sommario degli scavamenti di Pompei. In: Memorie della Regale Accademia Ercolanese di Archeologia, Bd. 7, Neapel 1851, S. 39–47 (online).
- Relazione degli scavi di Pompei da agosto 1842 a gennaio 1852. In: Real Museo Borbonico Bd. 14, Stamperia Reale, Neapel 1852, S. 1–23 (online).